# Centralnopaštunski jezik
Centralnopaštunski jezik (ISO 639-3: pst; mahsudi), indoeuropski jezik uže iranske skupine koji s još tri druga paštunska jezika čini paštunsku podskupinu jugoistočnih iranskih jezika. Njime govori 7 920 000 Paštunaca ili ASfganaca u pakistanskim distriktima Wazirstan, Bannu i Karak.
Jedan je od tri člana makrojezika pushto [pus]; ostala dva su sjevernopaštunski i južnopaštunski. Pismo: arapsko.

## Vanjske poveznice
- Ethnologue (14th)
- Ethnologue (15th)